# Fremont-Daly City Line

Kaart van het BART-netwerk op weekdagen en zaterdag overdag. De Fremont Line is groen gekleurd.

De Fremont-Daly City Line of Fremont Line is een van de vijf metrolijnen van het Bay Area Rapid Transit-netwerk (BART), dat San Francisco met de rest van de Bay Area verbindt. De lijn gaat van Daly City door San Francisco en onder de baai naar Alameda County, waar ze onder andere haltes heeft in Oakland, San Leandro, Hayward, Union City en uiteindelijk Fremont. Er zijn 19 stations. 
Er rijden treinen van maandag tot en met zaterdag, maar uitsluitend overdag. Reizigers die 's avonds of op zondagen van Fremont naar San Francisco of Daly City willen gaan, kunnen gebruikmaken van de Richmond-Fremont Line en dan overschakelen op de Dublin/Pleasanton-Daly City of de Pittsburg/Bay Point-SFO/Millbrae Line.
De metrolijn wordt steeds met groen aangeduid, maar het is ongebruikelijk om BART-metrolijnen bij hun kaartkleur te noemen.
In 2014/2015 wordt de lijn vanaf Fremont uitgebreid tot in de buurt Warm Springs. Nog later zal de lijn uitgebreid worden tot in San Jose.

## Stations
| Station                    | Overstappunt | Foto * | Type                         | Geopend           | Ligging                         | County        |
| -------------------------- | ------------ | ------ | ---------------------------- | ----------------- | ------------------------------- | ------------- |
| Daly City                  |              | 1150 ! | viaductstation               | 5 november 1973   | 37° 42′ 22″ NB, 122° 28′ 8″ WL  | San Mateo     |
| Balboa Park                |              | 1160 ! | uitgraving                   | 5 november 1973   | 37° 43′ 18″ NB, 122° 26′ 51″ WL | San Francisco |
| Glen Park                  |              | 1170 ! | kuip                         | 5 november 1973   | 37° 43′ 59″ NB, 122° 26′ 2″ WL  | San Francisco |
| 24th Street Mission        |              | 1180 ! | enkelgewelfdstation          | 5 november 1973   | 37° 45′ 7″ NB, 122° 25′ 8″ WL   | San Francisco |
| 16th Street Mission        |              | 1190 ! | enkelgewelfdstation          | 5 november 1973   | 37° 45′ 53″ NB, 122° 25′ 12″ WL | San Francisco |
| Civic Center/UN Plaza      |              | 1200 ! | ondiep gelegen zuilenstation | 5 november 1973   | 37° 46′ 47″ NB, 122° 24′ 49″ WL | San Francisco |
| Powell Street              |              | 1210 ! | ondiep gelegen zuilenstation | 5 november 1973   | 37° 47′ 2″ NB, 122° 24′ 29″ WL  | San Francisco |
| Montgomery                 |              | 1220 ! | ondiep gelegen zuilenstation | 5 november 1973   | 37° 47′ 22″ NB, 122° 23′ 50″ WL | San Francisco |
| Embarcadero                |              | 1230 ! | ondiep gelegen zuilenstation | 27 mei 1976       | 37° 47′ 35″ NB, 122° 23′ 50″ WL | San Francisco |
| West Oakland               |              | 1240 ! | viaductstation               | 16 september 1974 | 37° 48′ 18″ NB, 122° 17′ 42″ WL | Alameda       |
| Lake Merrit                |              | 1250 ! | ondiep gelegen zuilenstation | 11 september 1972 | 37° 47′ 52″ NB, 122° 16′ 1″ WL  | Alameda       |
| Fruitvale                  |              | 1260 ! | viaductstation               | 11 september 1972 | 37° 46′ 29″ NB, 122° 13′ 26″ WL | Alameda       |
| Oakland Coliseum           |              | 1270 ! | viaductstation               | 11 september 1972 | 37° 45′ 13″ NB, 122° 11′ 49″ WL | Alameda       |
| San Leandro                |              | 1280 ! | viaductstation               | 11 september 1972 | 37° 43′ 18″ NB, 122° 09′ 40″ WL | Alameda       |
| Bay Fair                   |              | 1290 ! | viaductstation               | 11 september 1972 | 37° 41′ 49″ NB, 122° 07′ 37″ WL | Alameda       |
| Hayward                    |              | 1300 ! | viaductstation               | 11 september 1972 | 37° 40′ 11″ NB, 122° 05′ 13″ WL | Alameda       |
| South Hayward              |              | 1310 ! | maaiveld                     | 11 september 1972 | 37° 38′ 4″ NB, 122° 03′ 25″ WL  | Alameda       |
| Union City                 |              | 1320 ! | talud                        | 11 september 1972 | 37° 35′ 27″ NB, 122° 01′ 2″ WL  | Alameda       |
| Fremont                    |              | 1330 ! | talud                        | 11 september 1972 | 37° 33′ 27″ NB, 121° 58′ 37″ WL | Alameda       |
| Irvington                  |              | 1340 ! | maaiveld                     | verwacht 2026     | 37° 31′ 58″ NB, 121° 57′ 13″ WL | Alameda       |
| Warm Springs/South Fremont |              | 1350 ! | maaiveld                     | 25 maart 2017     | 37° 30′ 11″ NB, 121° 56′ 24″ WL | Alameda       |
| Milpitas                   |              | 1360 ! | uitgraving                   | 13 juni 2020      | 37° 24′ 37″ NB, 121° 53′ 28″ WL | Santa Clara   |
| Berryessa/North San José   |              | 1370 ! | viaductstation               | 13 juni 2020      | 37° 22′ 6″ NB, 121° 52′ 29″ WL  | Santa Clara   |

* De sorteerwaarde van de foto is de ligging langs de lijn